# جاسمین سینکلایر
جاسمین سینکلایر (انگلیسی: Jasmine Sinclair؛ زاده ۲ اکتبر ۱۹۸۲) یک مانکن اهل انگلستان است.

## گالری

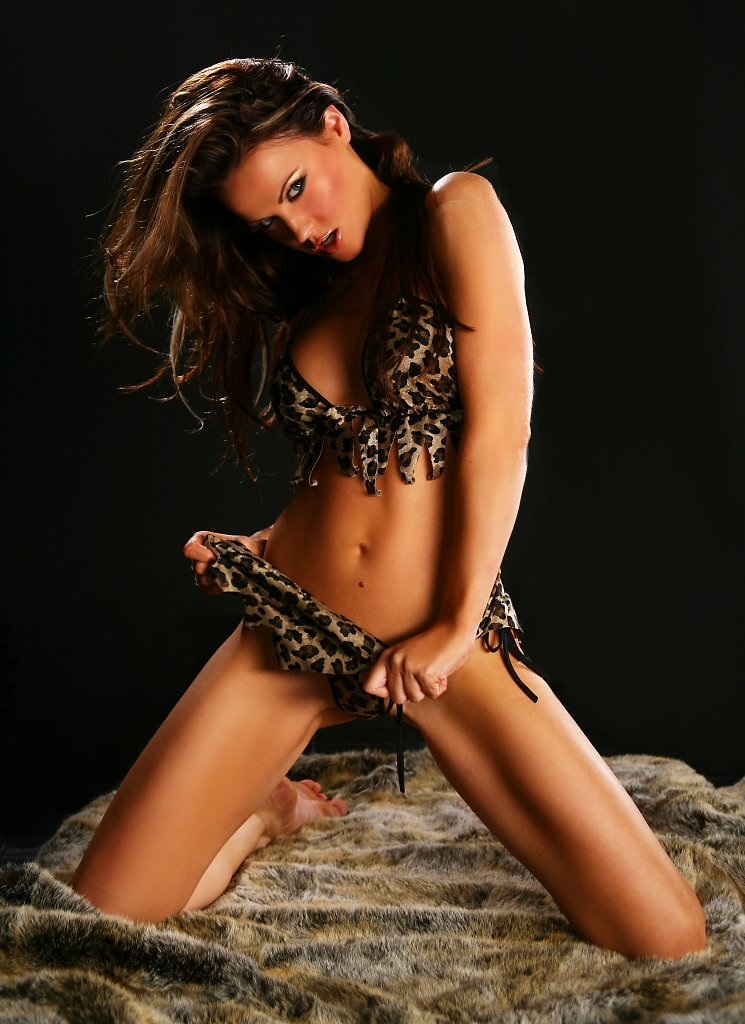
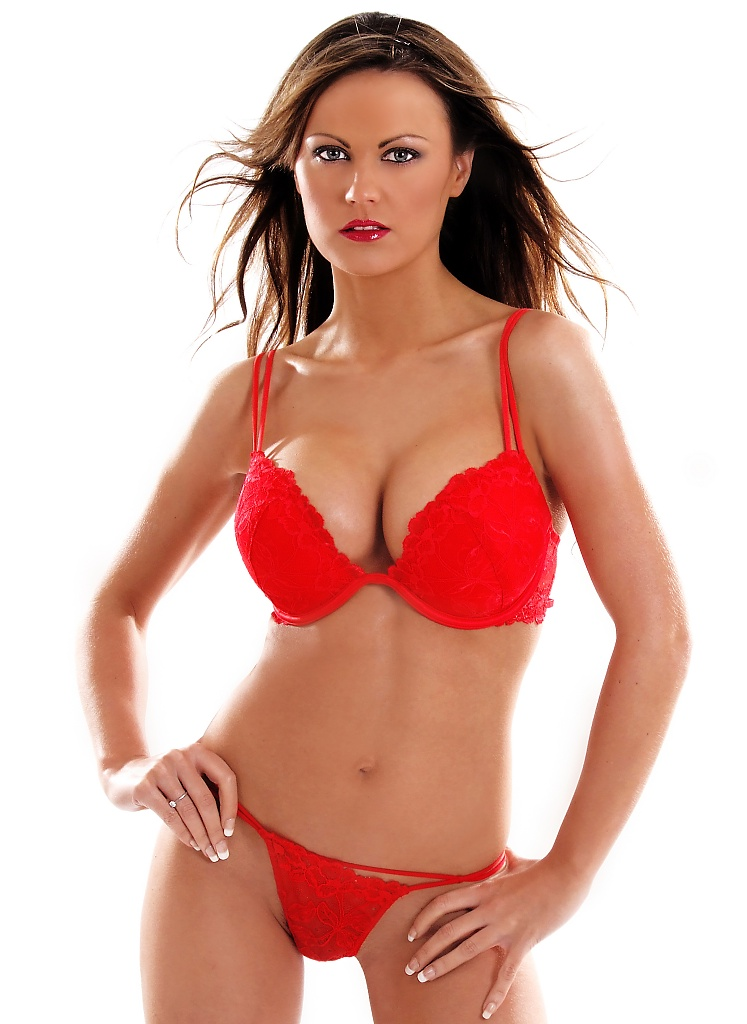
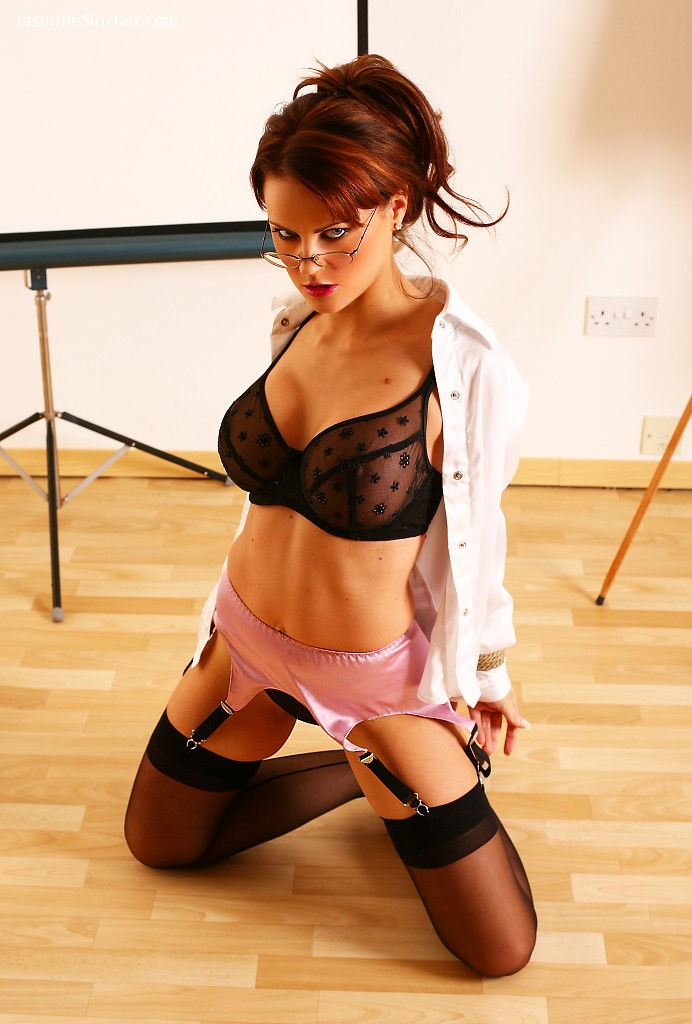
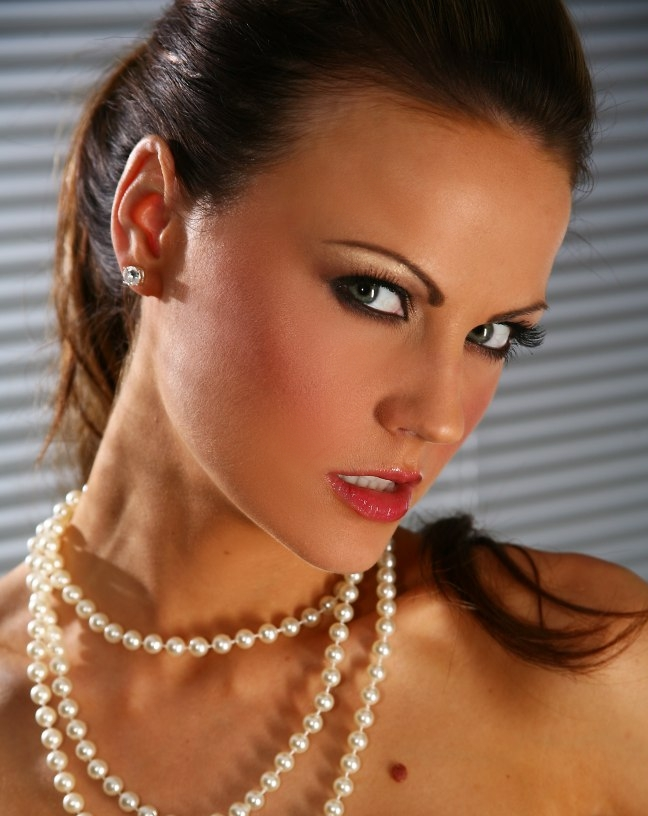